# Magín Berenguer
Magín Berenguer Alonso (Oviedo, 1918- 2000), fue un intelectual artista y docente asturiano. Contribuyó al estudio, la difusión y conservación del patrimonio artístico asturiano, fue autor de diversas monografías y se le reconoce como una referencia en el ámbito de la historiografía del arte medieval asturiano. 

## Biografía
Magín Berenguer Alonso nació en Oviedo el 25 de mayo de 1918, estudió en las Escuelas de Bellas Artes de Oviedo y de Madrid de 1929 a 1936, continuando estudios posteriormente con maestros privados. En 1936 tuvo lugar su primera exposición de pintura en la Sala de Arte unida al Café Peñalba de Oviedo.  
En 1938 ganó la oposición de funcionario en la Diputación Provincial de Oviedo; a partir de ese momento se dedicó a la investigación de distintos ámbitos de la cultura asturiana, entre los cuales, los artísticos.  A su vez, fue profesor de la Escuela de Artes Aplicadas de Oviedo desde 1946 hasta 1983.
Sus trabajos de investigación se enfocaron, por una parte, en el arte prehistórico ubicado en las cuevas asturianas. En 1954 empezó su estudio sobre la cueva de El Pindal, sucesivamente, gracias a su faceta artística, reprodujo, a escala, las pinturas murales y los grabados de las cuevas de la región. Cabe destacar sus investigaciones de la Cueva de Tito Bustillo y Llonín.
Desde 1951 estuvo asociado a la Secretaría de la Sección de Cultura de la Diputación, periodo en el cual se interesó y comenzó sus labores de investigación sobre la pintura mural del Prerrománico asturiano, en conjunto con H. Schlunk, estudios que se reflejaron en la obra La pintura mural asturiana, publicada en 1957.
En 1955 fue nombrado miembro correspondiente del Instituto Arqueológico Alemán, en 1958, académico correspondiente de la Real Academia de Bellas Artes de San Fernando, en el mismo año fue nombrado Jefe de las Oficinas de Secretaría en el Instituto de Estudios Asturianos. En 1959 fue inspector de Monumentos provinciales , puesto de altas responsabilidades, en el que se dedicó a la protección, el estudio y difusión del arte asturiano. Fueron años prolíficos en los cuales Magín Berenguer empleó sus conocimientos en la realización de informes de propuestas de declaraciones monumentales. En 1967 publicó Rutas de Asturias. Guía turística y monumental, obra que le llevó a visitar  y recopilar informaciones de los consejos del territorio asturiano, y que, por lo cual, recibió en 1968, la medalla el Mérito Turístico.
En 1969 fue nombrado, por el Ministerio de Educación y Ciencia, Consejero Provincial de Bellas Artes. El 1 de abril de 1970 se le concedió, en Madrid, la Cruz de Alfonso X el Sabio.
Participó en la Comisión para la Restauración de las Joyas Históricas de la Cámara Santa y en la Comisión Asesora para el Tratamiento del Prerrománico Asturiano.
En los últimos años de vida recibió distintos premios honoríficos, en 1987 por su entrega al estudio del arte asturiano se le otorgó el premio José Vascocelos, y sucesivamente en 1999 el premio Francisco Jordá. En 1993 fue nombrado como académico correspondiente de la Real Academia de la Historia y la de Bellas Artes de San Jorge, cuatro años más tarde. Finalmente falleció, en Oviedo, en 1998.

## Publicaciones

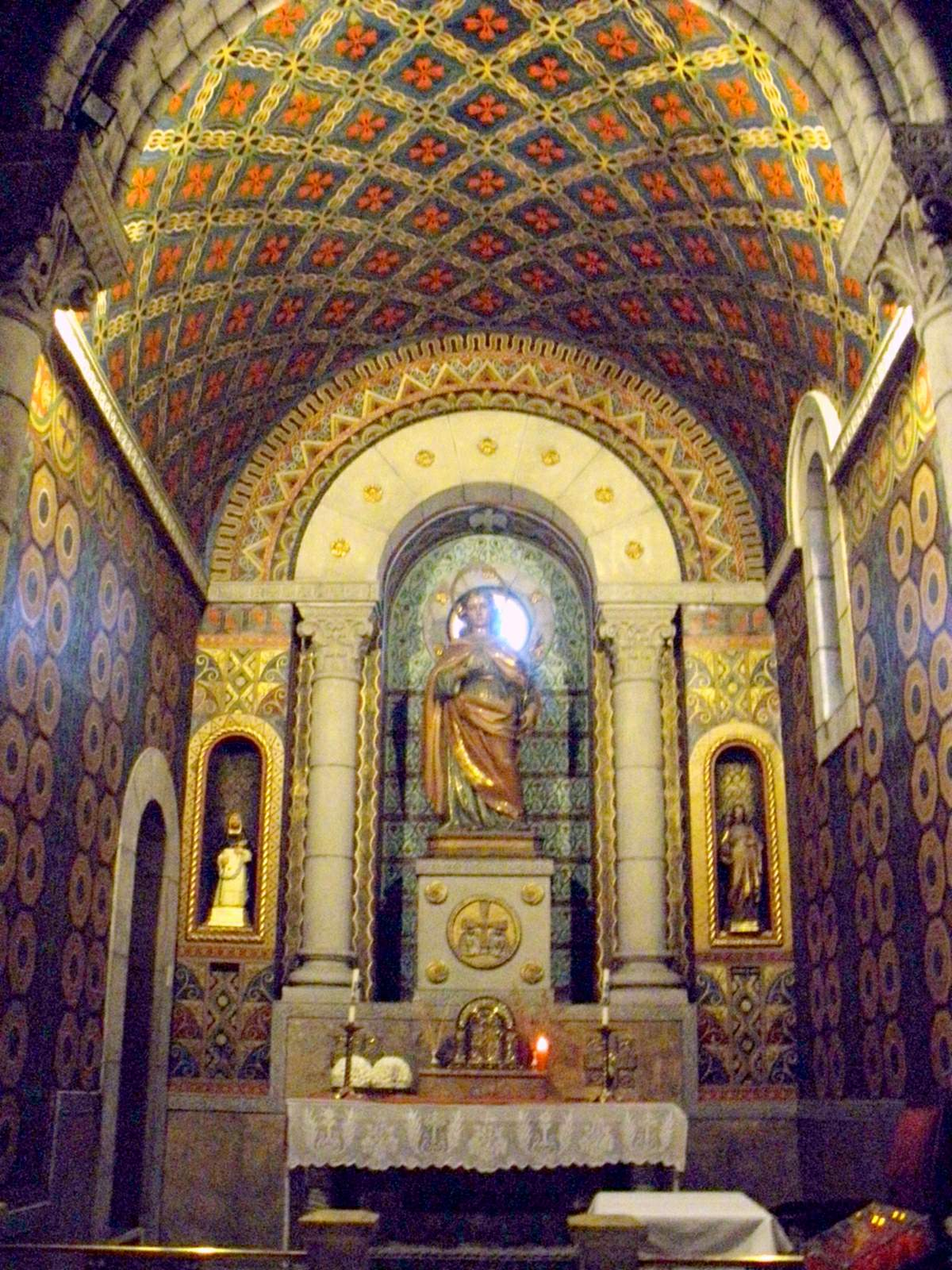
Pinturas en la iglesia de San Pedro de La Felguera

- La pintura mural asturiana en los siglos IX y X, en colaboración con Helmut Schlunk, 1957
- Les pintures des églises asturiennes au IXeme siecle, París, 1962
- Arte románico en Asturias. Prólogo de Juan Antonio Gaya Nuño. Diputación Provincial de Oviedo, 1966
- La pintura prerrománica en Asturias (1966)
- Rutas de Asturias (1968)
- La pintura prehistórica de la caverna de Tito Bustillo en Ribadesella Real Academia Española de la Historia, 1969
- L'art pariétal de la grotte de Tito Bustillo L´Anthropologie, París, 1969
- Arte en Asturias (1969)
- I. Ruiz de la Peña González, El legado de Magín Berenguer (1918-2000): arte medieval asturiano, ed. Cajastur, Oviedo, 2008.

- Datos: Q9026953